# Cláudia Augusta
Cláudia Augusta (21 de janeiro de 63 - abril de 63) foi a única filha do imperador romano Nero com a sua segunda esposa, a imperatriz Popeia Sabina. Ela nasceu em Âncio.
Nero homenageou as duas com o título de augusta. Estátuas de ouro foram colocadas nos templos e jogos no circo foram dedicados à filha.
Porém, ela morreu de alguma enfermidade com apenas três meses de idade. Nero e Popeia ficaram algum tempo de luto e Cláudia foi deificada, com direito a um templo e sacerdotes próprios.